# Talar targowicki
Talar targowicki – medalowy, czysto napisowy talar gloryfikujący konfederację targowicką, wybity z datą 1793 r., zastępujący w roku bicia talary portretowe Stanisława Augusta Poniatowskiego. Talar o charakterze okolicznościowo-propagandowym został wykonany w stylu neoklasycznym z wykorzystaniem elementów symboliki antycznej.
Po zwycięstwie konfederacji targowickiej i przeniesieniu jej siedziby z nadgranicznej Targowicy do Grodna, konfederaci podjęli krok propagandowy – ustanowili Medal obrońców Rzeczypospolitej od zwolenników Konstytucji 3 Maja.
Przygotowano dekret „Ustanowienie Medalu dla obrońców Rzeczypospolitey i bicia pod tymże Stemplem Talarów", który został uchwalony 5 grudnia 1792 r. w Grodnie, na sesji Konfederacji Generalnej Wolnych Obojga Narodów Złączonych. W dekrecie wyraźnie zaznaczono kogo i za jakie osiągnięcia należy odznaczać tym medalem, przytoczono szczegółowy opis awersu i rewersu, a także stwierdzono, iż:

(...)Medal ten ma mieć Kurs w Państwach Rzeczypospolitey Talara; i aby w Roku następuiącym Tysiąc Siedmset Dziewięćdziesiątym Trzecim  pod żadnym innym Stęplem, tylko pod wyżey wyrażonym, Talary bite nie były(...)

## Awers
Pośrodku w sześciu wierszach po łacinie podana jest podstawa prawna emisji:

DECRETO
REIPUBLICE NEXU
CONFEDERACTIONIS IUNCTÆ
DIE V. XBRIS MDCCXCII
STANISLAO AUGUSTO
REGNANTE

(pol. Postanowieniem Rzeczypospolitej skonfederowanej na dniu 5. Grudnia 1792 za panowania Stanisława Augusta), a w otoku potwierdzenie, że mamy do czynienia z monetą: 

107/16 EX MARCA PURA COLONIENSI.1793.

 (pol. 107/16 z grzywny czystej kolońskiej. 1793).
Napisy umieszczone na awersie w istocie oznaczały, że jest to talar ośmiozłotowy, który w założeniu nie miał się różnić od talarów z portretem Stanisława Augusta, wybijanych zgodnie z „Uniwersałem Komisyi skarbu koronnego” z dnia 15 marca 1787 r.

## Rewers
W wieńcu z dwóch rozchodzących się gałązek dębowych umieszczono w dziewięciu wierszach po łacinie tekst:

CIVIBUS
QUORUM PIETAS
CONIURATIONE DIE III.
MAI. MDCCXCI OBRUTAM
ET DELATAM LIBERTA
TE POLONA TUERI
CONABATUR RESPU
BLICA RESUR
GENS

(pol. Obywatelom, których miłość kraju powodowała, że się starali bronić wolności polskiej spiskiem z dnia 3 maja 1791 zniszczonej Rzeczpospolita powstająca), w otoku dewizę: 

GRATITUDO CONCIVIBUS EXEMPLUM POSTERITATI

 (pol. Wdzięczność dla współobywateli. Przykład dla potomności).
Otaczający wieniec z gałązek dębu miał symbolizować stałość, niezłomność i siłę.

## Rant
Wybity wklęsły łaciński napis: 

FIDEI PUBLICÆ PIGNUS

 (pol. Wiara rękojmią publiczną).

## Opis
Mennica warszawska zajęła się produkcją zadekretowanych monet.  Po śmierci królewskiego medaliera Jana Filipa Holzhoussera, opracowanie stempli powierzono Janowi Jakubowi Reichelowi. Bicie przeprowadził mincerz mennicy warszawskiej Karol Adolf Mehlig.
Jak potwierdza w swoich pamiętnikach lider targowiczan Stanisław Szczęsny Potocki, wszystkie teksty wymyślił dyplomata kurlandzki w Warszawie Karol Henryk Heyking. Autorką projektu była zaś Józefina Amelia z Mniszchów Potocka, żona Szczęsnego Potockiego, uczennica działającego na dworze Stanisława Augusta Poniatowskiego malarza Antoniego Zygmunta Albertrandiego, brata stryjecznego Jana Chrzciciela Albertrandiego, kustosza królewskich zbiorów medali i rycin.
Emisję talara przeprowadzono według ordynacji z 1787 r., która przewidywała bicie 83,5 złotych (107/16 talara) z grzywny kolońskiej czystego srebra. Wykorzystano krążki srebrne próby 813, o średnicy 42 mm i masie 27,57 grama (zawartość czystego srebra – 22,401 grama). Według rocznych sprawozdań mennicy warszawskiej w 1793 r. wybito 1699 talarów.
Początkowo planowano emisję na poziomie 30 tys. sztuk. Zakładano, że monety te zastąpią w obiegu talary portretowe Stanisława Augusta Poniatowskiego, pomimo tego, że z dniem 24 lipca 1792 r. król formalnie przystąpił do konfederacji.
Zastosowanie wyłącznie formy epigraficznej tego talara nawiązywało do niskonakładowych emisji manifestacyjnych (pamiątkowych) wybijanych wówczas, jak i wcześniej, w Europie powszechnie – pomimo zamiaru wprowadzenia tych monet na rynek w charakterze regularnego środka płatniczego.

## Odmiany

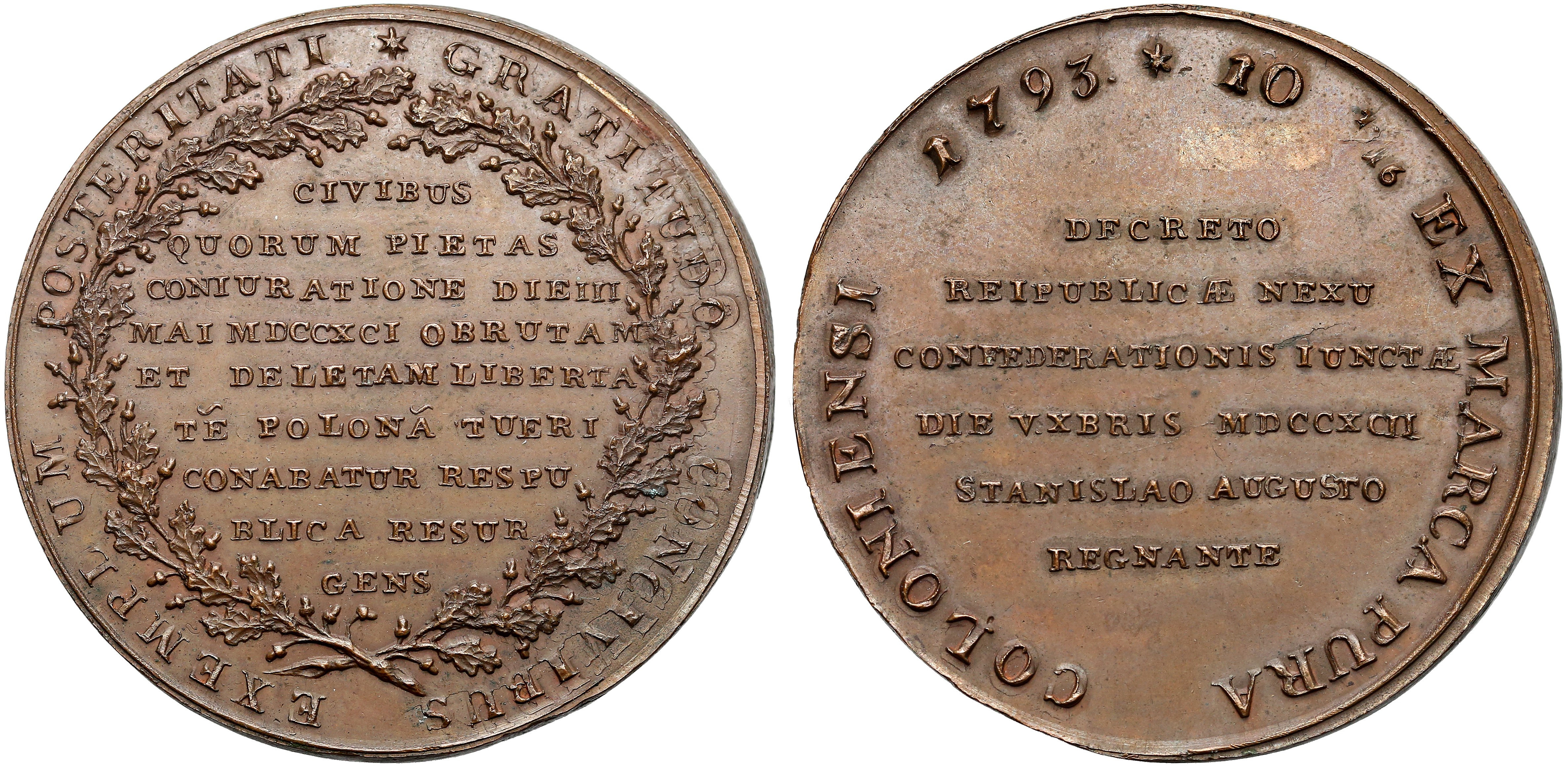
Odbitka w miedzi

W drugiej dekadzie XXI w. znane są dwie odmiany talara targowickiego. Zasadnicza część nakładu wybita została jako odmiana pierwsza, zwana niekiedy podstawową, przy użyciu co najmniej dwóch par stempli różniących się od siebie nieznacznie odmiennym ułożeniem napisów.
Druga odmiana najprawdopodobniej została wybita w późniejszym okresie, w jakimś innym miejscu, przy użyciu nowych stempli. Mimo bardzo podobnej zawartości i formy, być może wykonanej przez tego samego medaliera, różni się jednak wyraźnie od odmiany podstawowej. Główne cechy odróżniające to:
1. Zdecydowanie mniejsze litery w napisach centralnych
2. Mniejsza masa, która waha się w okolicach 21,1 grama
3. Odmienna i stała średnica wynosząca 42,6 mm
4. Gładki rant bez żadnych napisów i znaków
5. Ozdobne gwiazdki w napisach otokowych są sześcioramienne vs. pięcioramienne gwiazdki w odmianie podstawowej
6. 41 żołędzi w wieńcu okalającym napis na awersie vs. 31 żołędzi w odmianie podstawowej
7. Brak kropek po III oraz MAI vs. kropki w odmianie podstawowej
8. Brak kropki po wyrażeniu COLONESSI na otoku vs. kropka na monecie z mennicy warszawskiej
9. Kropka po cyfrze 7 w napisie otokowym w 7/16 vs. brak takiej kropki w pierwotnej wersji talara
10. Większe (nieznacznie) napisy otokowe.

Istnieją dwie rzadkie pododmiany tej drugiej, wykonane w miedzi.

## Późniejsze bicia
Ostatni administrator mennicy Antoni Schroeder był także kolekcjonerem monet, którego zbiór został zrabowany podczas zajmowania Warszawy przez zaborców. Wiadomo, że już po formalnym zamknięciu mennicy w Warszawie, czyli po 8 stycznia 1796 roku, w tajemnicy nieoficjalnie wybił po kilka sztuk monet wszystkimi dostępnymi wówczas stemplami, między którymi były też stemple talara targowickiego.
W 1833 r. kolekcjoner Franciszek Potocki uzyskał pozwolenie władz rosyjskich na przegląd stempli jakie pozostały w mennicy warszawskiej i skorzystanie z nich, w celu bicia uzupełniającego jego kolekcję, po dwóch sztuk z każdego rodzaju, co również objęło talar targowicki.
Po zamknięciu mennicy w 1868 roku wszystkie stemple ze zlikwidowanego zakładu przewieziono do Sankt Petersburga, gdzie w 1870 roku znów użyto stempli drugiej odmiany w celu wybicia nieokreślonej liczby talarów targowickich w srebrze oraz odbitek w miedzi. Według literatury numizmatycznej zasadnicza różnica, na podstawie której można rozpoznać petersburskie bicie to gładki rant, bez wklęsłego napisu: „FIDEI PUBLICÆ PIGNUS”, najprawdopodobniej ze względu na brak wśród stempli wywiezionych z Warszawy odpowiedniego narzędzia do wykonania napisów na rancie.